# Libdvdcss
libdvdcss (o libdvdcss2 en algunos repositorios) es una biblioteca libre para acceder y desproteger DVD encriptados con Content Scramble System (CSS). libdvdcss es parte del proyecto VideoLAN y es usado por VLC media player y otros reproductores de DVD como los basados en Xine y MPlayer.

## Comparación con DeCSS
libdvdcss no debe ser confundido con DeCSS. Mientras DeCSS usa una clave crackeada de un reproductor de DVD para realizar la autenticación, libdvdcss usa una lista de claves generada. Si ninguna de esas claves funciona (por ejemplo, cuando la unidad de DVD refuerza los códigos de región), se intenta un ataque de fuerza bruta por lo que el código de región es ignorado. A diferencia de DeCSS, libdvdcss nunca ha sido impugnado ante los tribunales.

## Distribución
Muchas distribuciones GNU/Linux no contienen la libdvdcss (por ejemplo Debian, Fedora, SUSE Linux y Ubuntu) por temor a que se les aplique la ley Digital Millennium Copyright Act, sin embargo proporcionan herramientas para que los usuarios la instalen por sí mismos. Por ejemplo está disponible en Ubuntu a través de Medibuntu.
Algunas distribuciones que contienen libdvdcss preinstalada son BackTrack, CrunchBang Linux, LinuxMCE, Linux Mint, PCLinuxOS, Puppy Linux 4.2.1, Linux RIP, Slax, Super OS, Pardus, and XBMC Live.

## Uso
libdvdcss solo es una biblioteca y no puede reproducir DVD. Las aplicaciones que reproducen DVD, como VLC Media Player, enlazan a esta biblioteca para decodificar los DVD. libdvdcss es opcional en muchos reproductores de DVD de código abierto, pero sin ella, solo pueden reproducir discos no encriptados.